# Barbarossastraße 23 (Mönchengladbach)

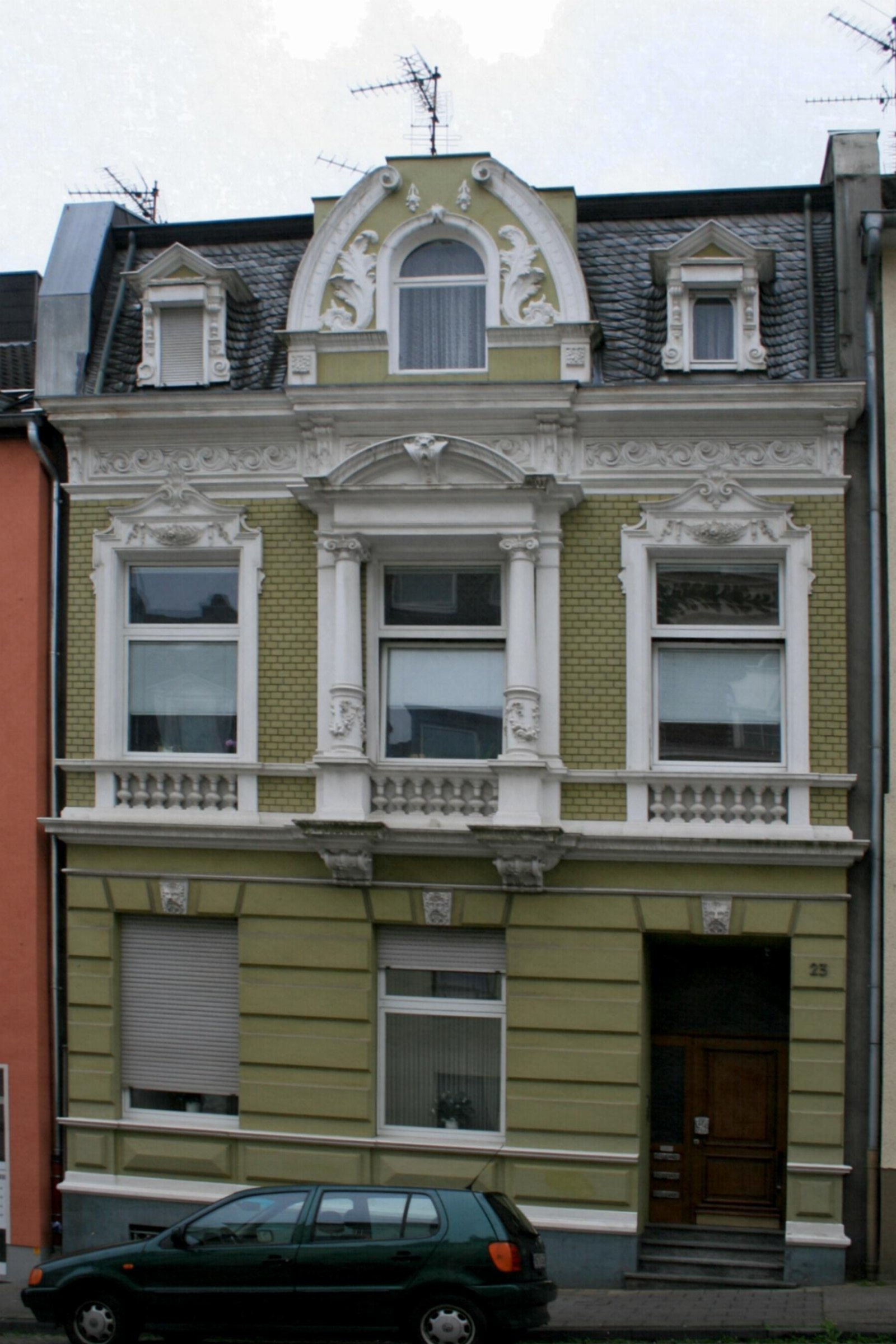
Wohnhaus (2010)

Das Wohnhaus Barbarossastraße 23 befindet sich in Mönchengladbach (Nordrhein-Westfalen) im Stadtteil Gladbach.
Das Gebäude wurde um die Jahrhundertwende erbaut. Es ist unter Nr. B 054 am 15. Dezember 1987 in die Denkmalliste der Stadt Mönchengladbach eingetragen worden.

## Lage
Die Barbarossastraße liegt nördlich des alten Stadtkerns als steil ansteigende Verbindung (mit der Staufenstraße) von Aachener und Viersener Straße. Sie gehört in ihrem alten Bestand zum historischen Ausbau Mönchengladbachs.

## Architektur
Das Haus Nr. 23 ist ein zweigeschossiges Wohnhaus in drei Achsen mit ausgebautem Mansarddach. Den Mittelteil überhöht ein aufgesetzter Zwerchgiebel mit Bogenfenster und rahmenden geschweiften Profilleisten. Seitlich zwei Gauben mit originaler hölzerner Rahmung und Schabracken. Die seitliche Begrenzung des Schieferdaches besteht aus zwei überhöhten Brandmauern.